# Henry Fonda
Henry Jaynes Fonda (født 16. maj 1905, død 12. august 1982) var en oscar-belønnet amerikansk filmskuespiller.
Han stammede fra hollandske nybyggere, der havde grundlagt byen Fonda i delstaten New York. Da han var seks måneder gammel, flyttede familien til Omaha, hvor hans far grundlagde en trykkerivirksomhed.
Fonda var gift fem gange: Margaret Sullavan, Frances Seymour (mor til Jane Fonda 1937 og Peter Fonda 1940), Susan Blanchard (de adopterede 1953 Amy Fonda), Afdera Franchetti og Shirlee Mae Adams.
Han modtog en Oscar for bedste mandlige hovedrolle for sin rolle i filmen Deres sensommer i 1981.

## Filmografi
1930’erne
- 1935 – The Farmer Takes A Wife
- 1935 – Way Down East
- 1935 – I Dream Too Much
- 1936 – Spendthrift
- 1936 – The Trail Of The Lonesome
- 1936 – The Moon’s Our Home
- 1937 – Wings Of The Morning
- 1937 – Slim
- 1937 – You Only Live Once
- 1937 – That Certain Woman
- 1938 – The Mad Miss Manton
- 1938 – I Met My Love Again
- 1938 – Jezebel
- 1938 – Blockade
- 1939 – The Story Of Alexander Graham Bell (også: The Modern Miracle)
- 1939 – Let Us Live
- 1939 – Drums Along The Mohawk
- 1939 – Jesse James
- 1939 – Young Mr. Lincoln

1940’erne
- 1940 – Vredens druer
- 1940 – Lillian Russell
- 1940 – The Return Of Frank James
- 1940 – Chad Hanna
- 1941 – The Lady Eve
- 1941 – Wilde Geese Calling
- 1941 – You Belong To Me
- 1942 – Rings On Her Finger
- 1942 – The Male Animal
- 1942 – The Magnificent Dope
- 1942 – The Big Street
- 1942 – The Battle Of Midway
- 1942 – Tales Of Manhattan
- 1943 – The Ox-Bow Incident
- 1943 – The Immortal Sergeant
- 1946 – My Darling Clementine
- 1947 – The Long Night
- 1947 – The Fugitive
- 1947 – Daisy Kenyon
- 1948 – On Our Merry Way
- 1948 – Fort Apache
- 1949 – Jigsaw (også: Gun Moll)

1950’erne
- 1950 – Home Of The Homeless
- 1953 – Main Street To Broadway
- 1953 – Medallion Theatre
- 1955 – Henry Fonda Presents The Star And The History
- 1955 – General Electric Theatre, episode: The Clown
- 1955 – Mister Roberts
- 1956 – War and Peace
- 1956 – The Wrong Man
- 1957 – The Tin Star
- 1957 – 12 Angry Men
- 1958 – Stage Stuck
- 1959 – Warlock - den lovløse by
- 1959 – The Man Who Understood Women
- 1959-1961 – The Deputy – serie

1960’erne
- 1962 – The Longest Day
- 1962 – Advise And Consent
- 1962 – How The West Was Won
- 1963 – Rangers Of Yellowstone
- 1963 – Spencer’s Mountain
- 1964 – Fail Safe
- 1964 – The Best Man
- 1964 – Sex And The Single Girl
- 1964 – The Bell Telephone Hour
- 1965 – Travels With Charley
- 1965 – The Rounders
- 1965 – In Harm’s Way
- 1965 – Battle Of The Bulge
- 1966 – A Big Hand For A Little Lady (også: Big Deal At Dodge City)
- 1967 – Welcome To Hard Times (også: Killer On A Horse)
- 1967 – Stranger On The Run (også: Lonesome Gun)
- 1967 – Madigan
- 1967 – Firecreek
- 1968 – The Boston Strangler
- 1968 – Once Upon A Time In The West

1970'erne
- 1970 – Too Late The Hero (også: Suicide Run)
- 1970 – The Cheyenne Social Club
- 1970 – There Was A Crooked Man
- 1971 – Sometimes A Great Notion (også: Never Give An Inch)
- 1971 – The Smith Family – tv-serie
- 1972 – Le Serpent
- 1973 – Ash Wednesday
- 1973 – The Red Pony
- 1973 – The Alpha Caper (også: The Inside Job)
- 1973 – Mit navn er Nobody
- 1974 – Mussolinie: Ultimo Atto
- 1974 – All In The Family – tv-serie
- 1975 – Collision Course
- 1976 – Midway
- 1976 – The Great Smokey Roadblock (også: The Last Cowboys)
- 1976 – Almos’ A Man
- 1976 – Captains And The Kings – tv-miniserie
- 1976 – Maude – tv-serie – del 1 og 2
- 1977 – Il Grande Attacco
- 1977 – Tentacoli
- 1977 – Rollercoaster
- 1977 – Blue Hotel – tv-kortfilm
- 1977 – Unknown Powers
- 1978 – Feodora
- 1978 – Clarence Darrow
- 1978 – Home To Stray
- 1978 – The Swarm
- 1979 – Wanda Nevada
- 1979 – Roots: The Next Generations – tv-miniserie
- 1979 – City On Fire
- 1979 – Meteor

1980’erne
- 1980 – Family – tv-serie
- 1980 – The Man That Corrupted Hadleyburg – tv-kortfilm
- 1980 – Rappaccini’s Daughter – tv-kortfilm
- 1980 – Barn Burning – tv-kortfilm
- 1980 – The Oldest Living Graduate
- 1980 – Gideon’s Trumpet
- 1981 – Summer Solstice
- 1981 – Deres sensommer

## Filmografi – dokumentar
- 1951 – Benjy – kortfilm, fortæller
- 1951 – Growing Years – dokumentar
- 1952 – The Impressionable Years – dokumentar
- 1952 – Pictura, episode: Grant Wood – dokumentar
- 1955 – Henry Fonda Presents The Star And The History
- 1958 – Reach for Tomorrow – dokumentar
- 1960 – Fabulous Fifties – tv-special
- 1962 – The Good Years – tv-special
- 1966 – NBC White Paper: The Age Of Kennedy – del 1 – tv-dokumentar, fortæller
- 1967 – America and Americans – dokumentar
- 1967 – All About People – dokumentar
- 1967 – The Golden Flame – dokumentar
- 1967 – The Really Big Family – dokumentar, fortæller
- 1968 – Born To Buck – dokumentar – Yours, Mine, Ours
- 1969 – An Impression Of John Steinbeck: Writer – dokumentar
- 1969 – Hollywood: The Selznick Years – dokumentar
- 1971 – Directed by John Ford – dokumentar
- 1971 – The American West of John Ford (også: American West) – dokumentar
- 1973 – Alcohol Abuse: The Early Signs – dokumentar
- 1976 – Bernice Bobs Her Hair – tv-kortfilm, moderator
- 1976 – The Displaced Person – tv-kortfilm, moderator
- 1977 – Golden Age of Hollywood – dokumentar
- 1977 – Old West Trailer Country – dokumentar, moderator
- 1978 – Big Yellow Schooner To Byzantium – dokumentar
- 1978 – Leaders of the Century – dokumentar, fortæller
- 1978 – America’s Sweetheart: The Mary Pickford Story
- 1978 – The American Film Institute: A Salute to Henry Fonda – tv-special
- 1980 – The Jilting of Granny Weatherall – tv, fortæller
- 1981 – Great Figures in History: Franklin D. Roosevelt
- 1992 – Hollywood Remembers: Fonda on Fonda

## Priser og nomineringer
| Pris                  | År   | Kategori                                            | Værk                     | Resultat  |
| --------------------- | ---- | --------------------------------------------------- | ------------------------ | --------- |
| Academy Awards        | 1940 | Best Actor                                          | The Grapes of Wrath      | Nomineret |
| Academy Awards        | 1957 | Best Picture                                        | 12 Angry Men             | Nomineret |
| Academy Awards        | 1980 | Academy Honorary Award                              | N/A                      | Honored   |
| Academy Awards        | 1981 | Best Actor                                          | On Golden Pond           | Vundet    |
| BAFTA Awards          | 1958 | Best Actor                                          | 12 Angry Men             | Vundet    |
| BAFTA Awards          | 1981 | Best Actor                                          | On Golden Pond           | Nomineret |
| Primetime Emmy Awards | 1973 | Outstanding Lead Actor in a Limited Series or Movie | The Red Pony             | Nomineret |
| Primetime Emmy Awards | 1975 | Outstanding Lead Actor in a Limited Series or Movie | Clarence Darrow          | Nomineret |
| Primetime Emmy Awards | 1980 | Outstanding Lead Actor in a Limited Series or Movie | Gideon's Trumpet         | Nomineret |
| Golden Globe Awards   | 1958 | Best Actor – Motion Picture Drama                   | 12 Angry Men             | Nomineret |
| Golden Globe Awards   | 1980 | Cecil B. DeMille Award                              | N/A                      | Honored   |
| Golden Globe Awards   | 1982 | Best Actor – Motion Picture Drama                   | On Golden Pond           | Vundet    |
| Grammy Awards         | 1977 | Best Spoken Word Album                              | Great American Documents | Vundet    |
| Tony Awards           | 1948 | Best Actor in a Play                                | Mister Roberts           | Vundet    |
| Tony Awards           | 1975 | Best Actor in a Play                                | Clarence Darrow          | Nomineret |
| Tony Awards           | 1979 | Special Tony Award                                  | N/A                      | Honored   |
| AFI Awards            | 1978 | Life Achievement Award                              | N/A                      | Honored   |

## Literatur og reference
- 1991 – Hepburn, Katharine – Me, Stories Of My Life
- 2003 – Kern, Andreas – Die Fonda's